# Inga microcalyx
Espèce
Statut de conservation UICN

 VU  : Vulnérable
Inga microcalyx est une espèce de plantes à fleurs du genre Inga de la famille des Fabaceae. Elle ne se trouve qu'au Brésil.